# فلوروكينولون
الفلوروكينولونات هي مضادات حيوية لها نشاط واسع الطيف ضد الجراثيم، تتميز بالتوافر البيولوجي الفموي الممتاز، والانتشار الجيد في الخلايا والأنسجة ونسبة سلامة وتحمل جيدة. يحمل تصنيف الجيل الرابع الجديد لعقاقير الكينولون التي أُدخلت مؤخراً مؤشرات إكلينيكية واعدة مع الحفاظ على الطيف المضاد للميكروبات الموسّع للفلوروكينولونات القديمة. تعد فئة الفلوروكينولونات من المضادات الحيوية الفعالة ضد مجموعة واسعة من الجراثيم بسبب تأثيرها المدمر للحمض النووي للخلية الجرثومية.
جميع الفلوروكينولونات لديها امتصاص ممتاز بعد تناولها عن طريق الفم، ومع ذلك يمكن أن يتأثر الامتصاص إذا تزامن الاستخدام مع مضادات الحموضة التي تحتوي على الألومنيوم أو المغنيسيوم والزنك أو الحديد أو مكملات الكالسيوم. يعد سيبروفلوكساسين هو الأكثر شهرة في هذه الفئة ويوجد على شكل أقراص ومتاح أيضاً للاستخدام في الوريد. معظم الفلوروكينولونات تنتشر بصورة جيدة في أجزاء الجسم المختلفة مما يسهل عملية القضاء على العدوى إلا أنها ضعيفة في علاج حالات عدوى النخاع الشوكي والدماغ.
تم اكتشاف أعراض جانبية سيئة لهذا النوع من المضادات الحيوية تؤثر تؤثر على الرؤية و الجهاز العصبي وأعراض سيئة أخرى و تدوم لعدة أشهر بعد الإعطاء لهذا ينصح بعدم استخدامها!!!!!
المصدر وكالة الدواء في الاتحاد الأوروبي

## الاستخدامات المعتمدة من إدارة الغذاء والدواء الأمريكية
- الفلوروكينولون هي المضادات الحيوية التي تستخدم عادة لعلاج مجموعة متنوعة من الأمراض مثل التهابات الجهاز التنفسي والمسالك البولية. تشمل هذه الأدوية سيبروفلوكساسين والنورفلوكساسين وهي الأكثر شيوعاً.
- الالتهاب الرئوي المكتسب من المجتمع.
- الالتهاب الرئوي.
- التهاب الشعب الهوائية المزمن (تفاقم جرثومي حاد).
- التهاب الجيوب الأنفية البكتيري الحاد.
- التهاب البروستات.
- التهاب المسالك البولية (غير معقدة أو معقدة).
- التهاب الحوضية والكلية الحاد.
- إصابات بالبشرة أو الجلد (غير معقدة أو معقدة).

## طريقة تخلص الجسم من الدواء
- يتم استقلاب معظم الفلوروكينولونات في الكبد وتفرز في البول، وتصل إلى مستويات عالية في البول.
- تختلف تعديلات الجرعة للفلوروكينولونات في حالات الاختلال الكلوي والكبدي.

## التصنيف
يمكن التمييز بين الكينولونات ضمن فئات تعتمد على خصائصها الدوائية. التصنيف الجديد يمكن أن يساعد أطباء الأسرة على وصف هذه العقاقير بشكل مناسب.
- الجيل الأول: وتشمل مجموعة الجيل الأول مادة سينوكساسين وحمض الناليديكسيك، وهي أقدم وأقل استخداماً للكينونات. لأن الحد الأدنى من مستويات المصل يصل إلى مجرى الدم، فإن استخدام هذه الأدوية قد اقتصر على معالجة التهابات المسالك البولية غير المعقدة. يتطلب سينوكساسين وحمض الناليدكسيك جرعات أكثر تكراراً من الكينولونات الأحدث، وهما أكثر عرضة لتطوير المقاومة البكتيرية. لا ينصح باستخدام هذه العوامل في المرضى الذين يعانون من ضعف وظائف الكلى بسبب انخفاض تركيز البول بشكل ملحوظ.
- الجيل الثاني: لقد زاد الجيل الثاني من الكينونات النشاط ضد البكتريا من نوع (سَلْبِية الغرام وموجبة الغرام)، بالإضافة إلى بعض العوامل المسببة للأمراض الغامضة وغير المألوفة. مقارنة مع الأدوية من الجيل الأول تعتبر مجموعة هذه العوامل لها تطبيقات سريرية أوسع في علاج التهابات المسالك البولية المعقدة والتهاب الحوضية والكلية والأمراض المنقولة جنسياً والالتهابات الرئوية المختارة والالتهابات الجلدية. وتشمل مجموعة الجيل الثاني السيبروفلوكساسين، الإينوكساسين، لوميفلوكساسين، النورفلوكساسين وأوفلوكساسين. سيبروفلوكساسين هو الفلوروكينولونات الأكثر فعالية ضد الزَّائِفَةُ الزِّنْجارِيَّة بسبب اختراقه الجيد في العظام، سيبروفلوكساسين عن طريق الفم هو بديل مفيد للمضادات الحيوية تدار بالحقن لعلاج التهاب العظم والنقي الناجم عن الكائنات الحية الحساسة. على الرغم من أن FDA قد صنفت بعض الجيل الثاني من الكينولون لعلاج التهابات الجهاز التنفسي السفلي والتهاب الجيوب الأنفية الحاد، فيجب التأكيد على أن الرئة تقاوم العوامل في هذه الفئة، وبالتالي فإن الجيل الثاني من الكينولونات ليست هي أدوية الخيار الأول لعدوى الجهاز التنفسي السفلي والتهاب الجيوب الأنفية الحاد. من عوامل الجيل الثاني لدى أوفلوكساسين النشاط الأكبر ضد المتدثرة الحثرية. السيبروفلوكساسين ووأوفلوكساسين هما الأكثر استخداماً في الجيل الثاني من الكينولون على نطاق واسع بسبب توافرها في التركيبات عن طريق الفم والوريد ومجموعة واسعة من المؤشرات التي تحمل علامة FDA.
- الجيل الثالث: يشمل الجيل الثالث من الكينولونات حالياً الليفوفلوكساسين والغاتيفلوكساسين والموكسيفلوكساسين والسبارفلوكساسين. يتم فصل هذه المجموعة إلى فئة ثالثة بسبب نشاطها الموسع ضد الكائنات إيجابية الجرام، ولا سيما في الرئة والمقاومة للبنسلين ومسببات الأمراض غير النمطية مثل الميكوبلازما الرئوية والمُتَدَثِّرَة الرئوية. بسبب طيفها المضاد للميكروبات الواسع، فإن الجيل الثالث من الكينولون مفيد في علاج الالتهاب الرئوي المكتسب من المجتمع، التهاب الجيوب الأنفية الحاد والتفاقم الحاد للالتهاب الشعبي المزمن، والتي هي علاماتها الأولية تحمل علامة FDA. ينطوي سبارفلوكساسين على مخاطر كبيرة من السمية الضوئية. تم الإبلاغ عن أن الجاتيفلوكساسينو والسبارفلوكساسين وموكسي فلوكساسين يؤدي إلى إطالة فترة QT. وتوصي إدارة الأغذية والأدوية بضرورة تجنب جميع هذه العقاقير في المرضى الذين يتناولون أدوية تُعرف بإطالة فترة QT، مثل مضادات الاكتئاب ثلاثية الحلقات.
- الجيل الرابع: يضيف تروفافلوكساسين، العضو الحالي الوحيد في فئة الجيل الرابع، نشاطاً مضاداً للميكروبات ضد اللاهوائيات مع الحفاظ على النشاط السلبي الغرام للجيل الثالث من الكينولون، كما أنه يحتفظ بنشاط ضد أنواع الزَّائِفَة. تروفافلوكساسين متاح في شكل أقراص عن طريق الفم وألترا- تروفافلوكساسين (تروفان الرابع) في الصيغة الوريدية. وعلى الرغم من أن نتائج بعض التجارب السريرية على تروفافلوكساسين قد تم نشرها، إلا أن الدواء تم وصفه في الأصل من قبل FDA لعلاج مجموعة واسعة من الأمراض المعدية. بسبب القلق من السمية الكبدية، يجب حصر علاج تروفافلوكساسين في الحالات المهددة للحياة، ويجب تناول الدواء لمدة لا تزيد عن 14 يوماً.